# Mayakalender

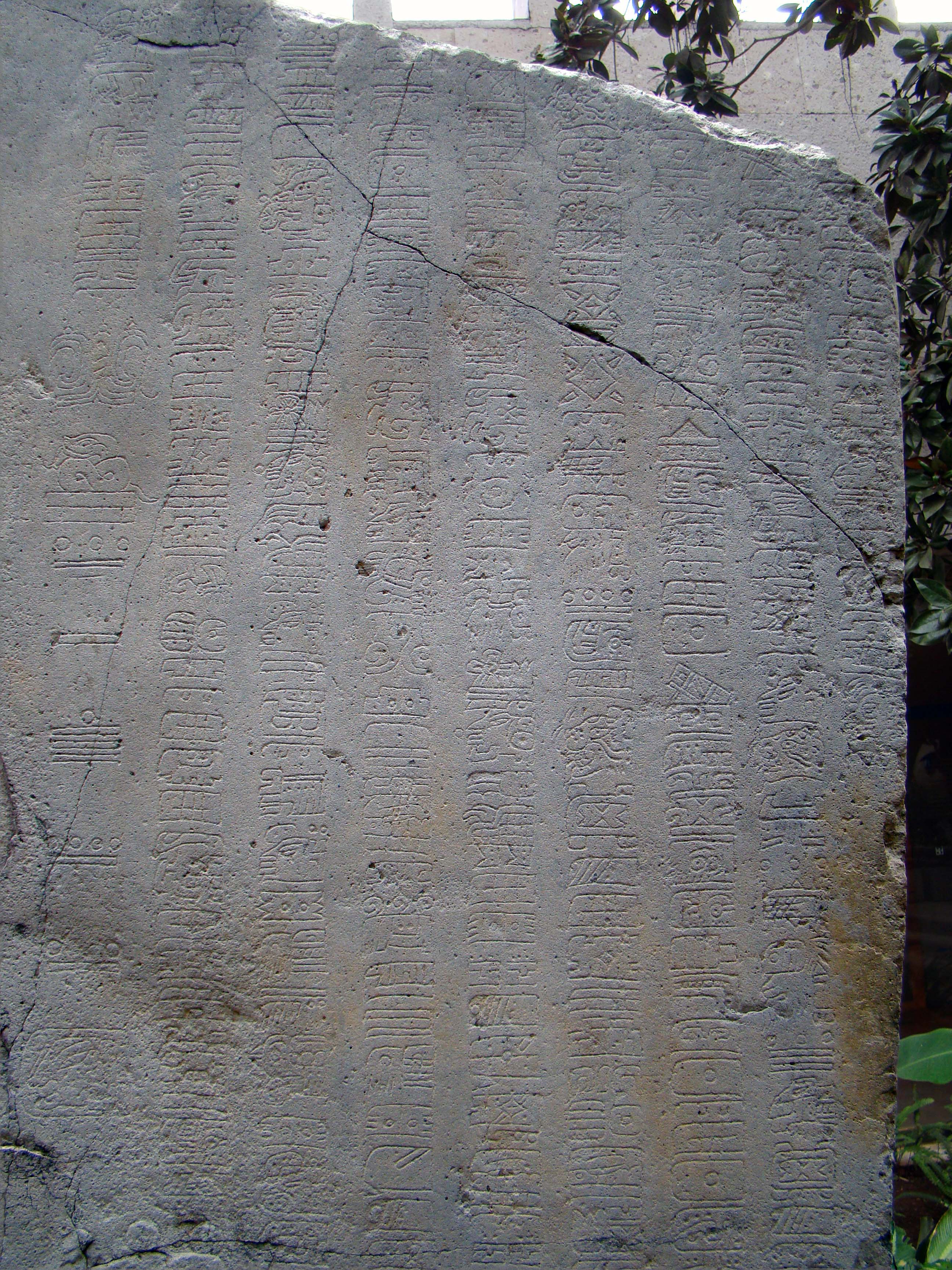
Tijdstelling door Maya.

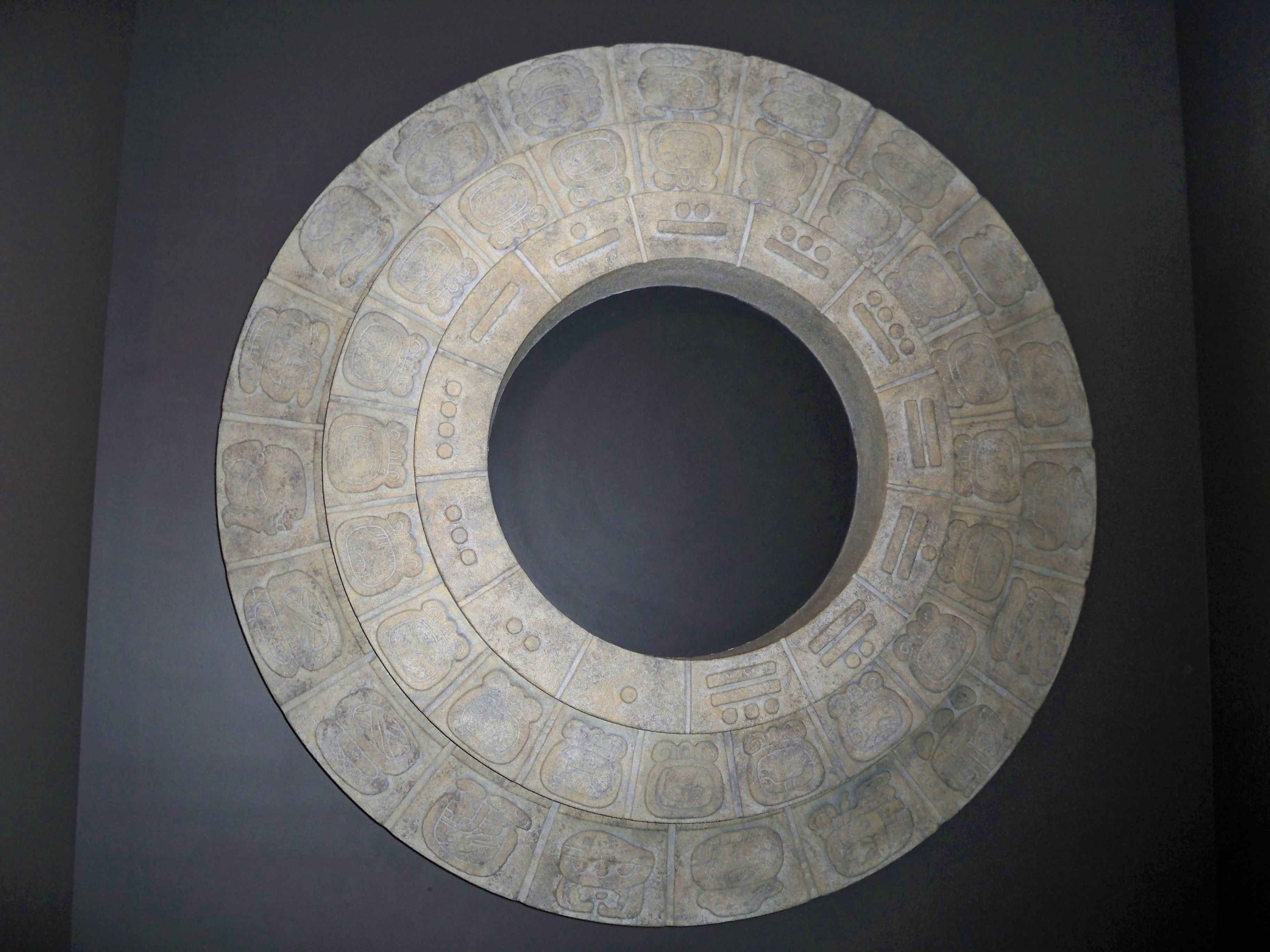
Mayakalender

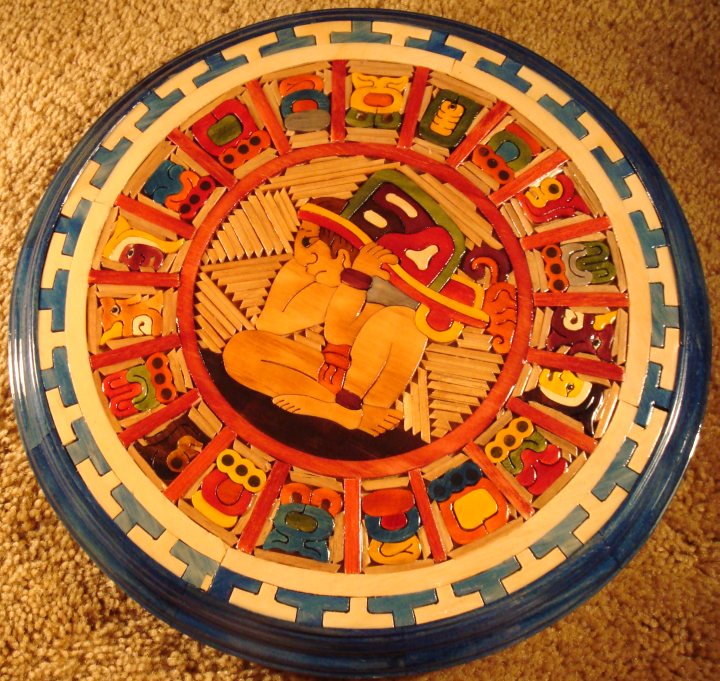
Moderne Mayakalender

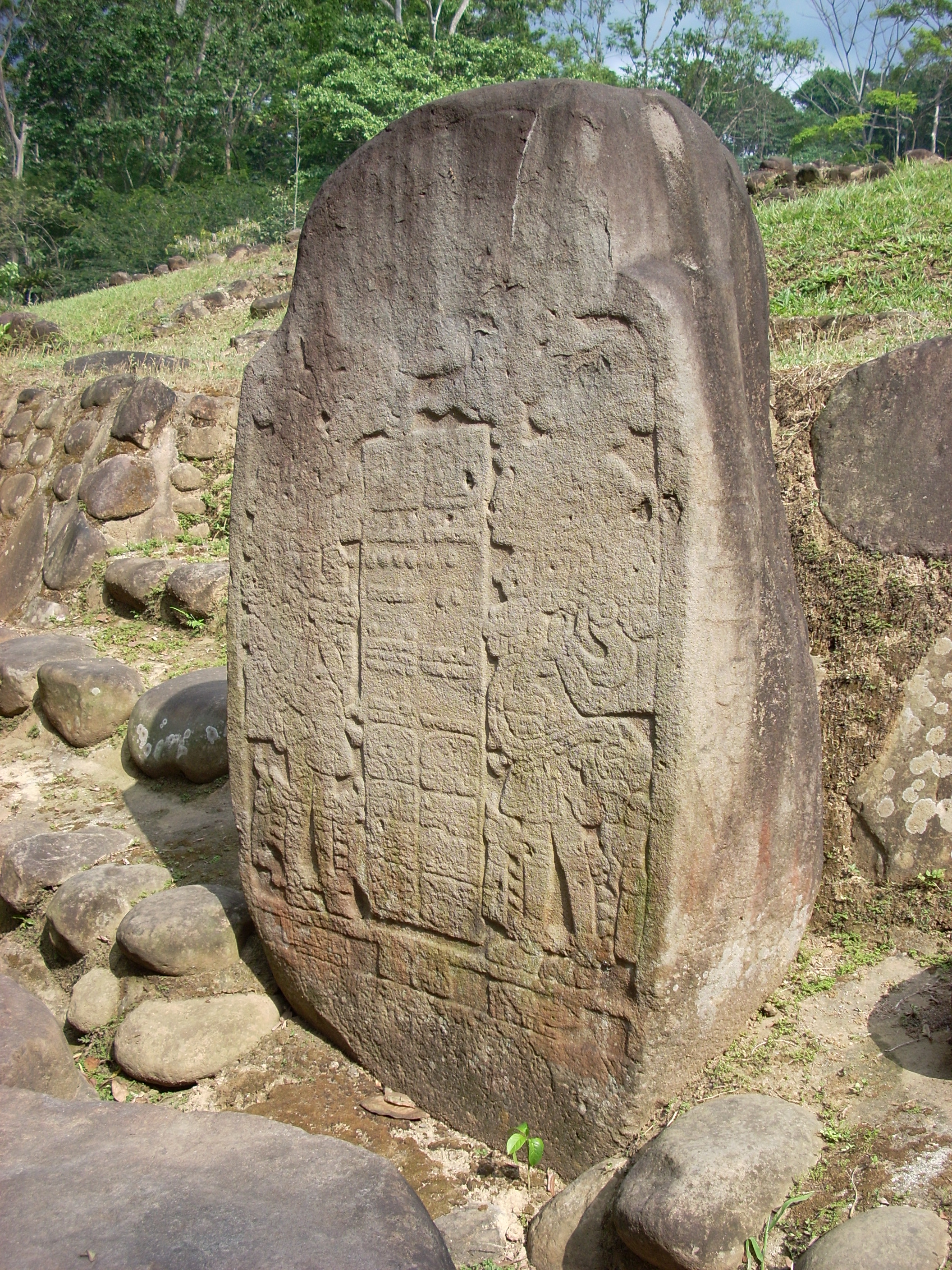
Een vroeg voorbeeld van de lange telling

De Mayakalender bestaat uit een stelsel van tijdrekeningen die gezamenlijk iedere dag vanaf het begin van de huidige kringloop (11 augustus 3114 v.Chr. in de gregoriaanse kalender) van een eenduidig kenmerk voorzien.

## Belangrijkste kringlopen
De belangrijkste kringlopen van de tijdrekening zijn:
- de Heren van de Nacht (Maya) van 9 dagen, de namen zijn onbekend
- de vier kwadranten van 819 dagen elk
- de Tzolkin van 260 dagen. De tzolkin bestaat zelf uit 2 cycli van respectievelijk 13 en 20 dagen, die gecombineerd één cyclus van 260 dagen opleveren.
- de Haab van 365 dagen
- de kalenderkringloop van 52 jaar
- de lange telling gebaseerd op de tun (steen) van 360 dagen. De tun werd gebruikt als basis voor langere tijdspannen, zoals de katun (20 tun).

Daarnaast werden de kringlopen van de maan en de planeten (vooral Venus) bijgehouden.

## Belangrijke kalenders
De drie belangrijkste kalenders die de Maya's gebruikten, waren de lange telling voor historische doeleinden, de Haab als burgerlijke kalender en de Tzolkin als religieuze kalender. Alle drie de kalenders telden de dagen als in serie op elkaar volgend, zonder feitelijke synchronisatie met de zon of maan. Door dit puur op het tellen van dagen gebaseerde systeem is vooral de lange telling wel vergelijkbaar met moderne tellingen zoals de Juliaanse dag, of de datumtelling in computersystemen. Ook 'modern' lijkt het feit dat elke telling begint bij nul en niet bij 1 zoals in de meeste andere kalendersystemen.

### Lange telling
Data worden geschreven als volgt:
baktun . katun . tun . uinal . kin
| Cycli      | samenstelling | aantal dagen   | aantal jaren |
| ---------- | ------------- | -------------- | ------------ |
| kin        |               | 1              |              |
| uinal      | 20 kin        | 20             |              |
| tun        | 18 uinal      | 360            | 0,986        |
| katun      | 20 tun        | 7200           | 19,7         |
| baktun     | 20 katun      | 144 000        | 394,3        |
| pictun     | 20 baktun     | 2 880 000      | 7885         |
| calabtun   | 20 pictun     | 57 600 000     | 157 704      |
| kinchiltun | 20 calabtun   | 1 152 000 000  | 3 154 071    |
| alautun    | 20 kinchiltun | 23 040 000 000 | 63 081 429   |

De lange cyclus bestaat uit een hiërarchie van cycli zoals in bovenstaande tabel. Elke cyclus bestaat uit 20 kortere cycli, behalve de tun, die met zijn 18 x 20 dagen elk jaar vijf dagen uit de pas loopt met het zonnejaar.
Hoewel het einde van een katun vaak met religieuze rituelen gepaard ging en het oprichten van een gedenksteen, zijn er opvallend weinig gedenkstenen van bijvoorbeeld het keren van de tiende baktun op 10.0.0.0.0 in 830. Alleen in Oxpemul, een minder belangrijke stad, en in Uaxactún, een stad die weer in opkomst was, zijn stenen gevonden. Mogelijk werd elders de baktunwisseling eerder met vrees dan met vreugde begroet.
Volgens het Mayageloof zou de wereld na elke pictun-cyclus van ongeveer 7885 jaren vernietigd en opnieuw gecreëerd worden. De huidige cyclus eindigt op 12 oktober 4772 volgens de gregoriaanse kalender.

### Haab
Voor burgerlijke zaken gebruikten de Maya de Haab-kalender die het jaar verdeelde in 19 naamgegeven periodes van twintig dagen ("veintenas") elk, gevolgd door vijf Uayeb-dagen, die niet werden beschouwd als deel van een of andere periode. De dagen hebben een dagnummer van 0 tot 19 of van 0 tot 4 voor de Uayeb-dagen. Deze kalender gebruikt geen jaartelling, en op basis van een geschreven datum kan men dus niet afleiden in welk jaar de gebeurtenis plaatsvond. De cyclus van 365 dagen komt beter overeen met een zonnejaar, maar kent geen systeem van schrikkeljaren, zodat ook hiermee de seizoenen elke vier jaar een dag opschoven.

### Tzolkin-kalender
De religieuze Tzolkin-kalender was samengesteld uit dertien naamgegeven periodes (naar 13 sterrebeelden) van 20 dagen. Elke opeenvolgende dag wordt het dagnummer verhoogd met 1, maar ook de naam van de periode wordt die van de "volgende" periode. (In onze tijd zou dat iets betekenen als een opeenvolging van bv. 3 februari, 4 maart, 5 april enz.). Na 260 dagen herhaalt de kalender zich. Ook deze cycli krijgen net zomin als in de Haabkalender een jaarnummer.
De Maya's specifieerden data vaak door gebruik te maken zowel van de Haab- als van de Tzolkin-kalender. Op deze manier herhaalt een datum zich pas na 52 jaar.

## Eschatologie
De einddatum van het vorige baktun (het dertiende) volgens de lange telling wordt weergegeven als 13.0.0.0.0, meestal omgezet naar de gregoriaanse datum 21 december 2012. Sommige mensen zagen hierin het einde van de wereld; zie 2012-fenomeen.